# Grand site de France des Gorges de l'Hérault
Le Grand Site de France des Gorges de l’Hérault est membre du réseau français Grand Site de France. Il est situé dans le département de l’Hérault en Occitanie. Il recouvre trois sites classés : le village de Saint-Guilhem-le-Désert et le cirque de l’Infernet , les Gorges de l’Hérault et la Grotte de Clamouse.

## Historique

Le label Grand Site de France Gorges de l’Hérault a été renouvelé pour une durée de six ans (2017-2023), par décision du ministre de la Transition écologique Nicolas Hulot le 23 janvier 2018. Le renouvellement de la labellisation s'est effectué conjointement avec l'élargissement du périmètre de labellisation, passé de cinq à dix communes.
C'est en 1991 que les premiers travaux de labellisation du Grand Site de France Gorges de l'Hérault ont débuté par la réflexion et la mise en place d'une Opération Grand Site de France. Après 20 ans de travaux, le premier périmètre labellisé en 2010 intégrait l'ensemble des espaces protégés et espaces à forts enjeux touristiques : le sud des gorges classées, les forêts domaniales et publiques. Il s’agissait d’un territoire biogéographique cohérent, structuré par la plaine introduisant les monts et gorges aux abords de Saint-Guilhem-le-Désert. Les limites du périmètre correspondaient aux lignes de crêtes, de talweg ou aux changements de paysage et intégraient les cœurs urbains des quatre villages portes. La superficie s'élevait à 10 000 hectares fréquentés par un public toujours plus nombreux ainsi qu’au périmètre de compétence de la Communauté de communes Vallée de l’Hérault. Il comprenait cinq communes : Saint-Guilhem-le-Désert, Saint-Jean-de-Fos, Montpeyroux, Aniane et Puéchabon. Trois sites classés (Gorges de l'Hérault, abords du village de Saint-Guilhem-le-Désert et Cirque de l’Infernet et la grotte de Clamouse) constituaient le cœur du premier périmètre du Grand Site de France (alors nommé Saint-Guilhem-le-Désert - Gorges de l'Hérault). Cependant, seule la partie sud du site classé des Gorges de l'Hérault était incluse dans le périmètre du Grand Site de France.
En 2018, le Grand Site de France est officiellement rebaptisé « Gorges de l'Hérault » et le renouvellement de la labellisation se fait en parallèle de l'extension du périmètre. Le nouveau périmètre du site enveloppe dorénavant la totalité du site classé des Gorges de l’Hérault (soit 8 793 ha contre les 3 248 ha inclus dans l'ancien périmètre) et englobe dix communes au total. Aux cinq premières s'ajoutent : Causse-de-la-Selle (dans sa totalité), une majeure partie de la commune de Brissac. Les communes d’Argelliers, Saint-Martin-de-Londres et Notre-Dame-de-Londres sont quant à elles comprises partiellement (hormis leur cœur de village). La superficie totale du Grand Site de France est passée ainsi de 10 000 ha à  20 788 ha. Cinq communes aux abords du site sont également concernées par les actions de préservation et de valorisation du site : Agonès, Pégairolles-de-Buèges, Saint-André-de-Buèges, Saint-Bauzille-de-Putois et Saint-Jean-de-Buèges.

## Gouvernance
C'est la Communauté de communes Vallée de l'Hérault qui est chargée de gérer et de coordonner cet ensemble depuis 2002. Cependant, depuis 2016, année de demande du renouvellement du label et de l'extension du site labellisé, la coordination de la gestion du label Grand Site de France, l’élaboration et la mise en œuvre du plan de gestion se fait en collaboration avec les deux autres Communautés de communes - Communauté de communes du Grand Pic Saint-Loup et Communauté de communes des Cévennes gangeoises et suménoises - et les 10 communes concernées par le périmètre de gestion. Chaque collectivité assure la maîtrise d’ouvrage de ses actions propres. C’est également la Communauté de communes Vallée de l'Hérault qui formule officiellement la demande de renouvellement du label Grand Site de France au titre des trois Communautés de communes et de tous les acteurs engagés.

## Toponymie
Le nom “Gorges de l’Hérault” provient de l’utilisation du mot gorges au sens de “défilé” creusé par le fleuve. Hérault proviendrait d’Arauris, hydronyme utilisé par de nombreux auteurs de l’antiquité dont Ptolémée, Strabus et Pline pour désigner le fleuve qui traverse la plaine pour se jeter dans la mer à Agde.

## Géographie

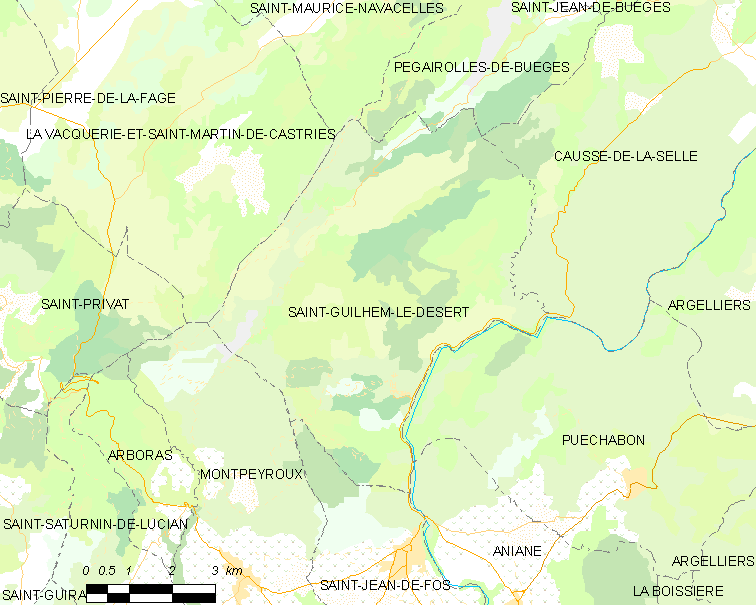
Communes du Grand Site de France Gorges de l’Hérault.

### Périmètre du site
La superficie totale du site est de 20 788 hectares. Il s’étend sur dix communes, comprises en totalité ou partiellement dans le périmètre : Aniane, Argelliers, Montpeyroux, Puéchabon, Saint-Jean-de-Fos, Saint-Guilhem-le-Désert, Causse-de-la-Selle, Notre-Dame-de-Londres, Saint-Martin-de-Londres et Brissac. Cinq communes aux abords du périmètre sont également considérées dans les projets et réflexions du Grand Sites de France : Saint-André-de-Buèges, Pégairolles-de-Buèges, Saint-Jean-de-Buèges, Saint-Bauzille-de-Putois et Agonès. Toutes ces communes sont comprises dans trois communautés de communes (communautés de communes (c.c.) Vallée de l’Hérault, c.c. Cévennes gangeoises et suménoises et c.c. Grand Pic St-Loup.

### Accès[3]
Le site est situé à environ 40 km à l’ouest de Montpellier, dans le département de l’Hérault. Les visiteurs peuvent y accéder par trois axes routiers principaux : la D4 (qui traverse le Grand Site de France dans toute sa longueur entre St-Jean-de-Fos et St-Bauzille-de-Putois), la D32 qui relie les villages de Gignac, Aniane, Puéchabon et St-Martin-de-Londres et la D989 qui relie Montpellier à Ganges en passant par St-Martin-de-Londres et Saint-Bauzille-de-Putois. Huit villages sont considérés comme “villages-porte” et permettent d’accéder au périmètre du Grand Site de France : Montpeyroux, Gignac, Aniane, St-Jean-de-Fos, Puéchabon, Argelliers, St-Martin-de-Londres et Saint-Bauzille-de-Putois.
De petits axes secondaires (D122, D1) traversent aussi le Grand Site de France Gorges de l’Hérault. L’autoroute A750 passe au sud du périmètre du Grand Site de France à proximité du village porte de Gignac.

### Topographie[3]
L’Hérault a taillé de profondes gorges et vallées dans les reliefs caussenards, immédiatement à sa sortie des Cévennes à Ganges. Il sillonne ainsi pendant 25 km au milieu des escarpements jusqu’à déboucher sur la plaine, au niveau du Pont du Diable. À quelques endroits (au nord de la confluence avec le Lamalou et en amont de Saint-Guilhem-le-Désert jusqu’à la combe du Cor), les gorges sont un peu plus évasées, permettant l’établissement de cultures. Plus à l’est, le Lamalou a creusé un canyon, le Ravin des Arcs. Enfin, des vastes plateaux, culminant parfois à des altitudes comprises entre 500 et 600 mètres (ex : Max Nègre / cirque de l’Infernet : 535m) surplombent le fleuve Hérault et ses affluents

### Hydrographie[4],[5]
L’Hérault prend sa source dans les Cévennes au mont Aigoual et se jette dans la Mer Méditerranée, à Agde. Entre les Cévennes et la plaine de l’Hérault, le fleuve a creusé des gorges dans la roche calcaire. Le Pont du Diable marque la frontière entre les gorges et la plaine. Le long des gorges, il collecte les eaux de plusieurs affluents dont la Buèges, le Lamalou, le Verdus. Il comprend des barrages de moyenne importance dont Bertrand, la Combe du Cor et Belbezet.

### Géologie[6]
Le relief caractéristique du secteur est essentiellement karstique avec des zones à calcaire dur et des zones dolomitiques. Sur ces secteurs, le relief peut être très accidenté et alterne avec des zones de plateaux (causses) qui regroupent aujourd’hui les principales surfaces pastorales et forestières du site. Au cœur des gorges, une combe serpente entre les falaises et éboulis calcaires.
Le plateau du Causse de la Selle est un contrefort méditerranéen des grands causses du massif central. Sa géologie, son climat et son isolement le vouent naturellement aux forêts de chênes et à la garrigue profitant de la Serrane pour s’abriter du vent. Le causse est un espace aride. Il se caractérise par la présence de massifs calcaires jurassiques karstiques qui présentent une ressource en eau considérable. L’eau circule à travers la roche calcaire et dolomitique et dessine des karsts variés : doline, polijé, ponor, lapiaz, aven... Elle révèle alors un paysage aérien et souterrain ainsi que des sites exceptionnels.

## Milieu naturel

### Faune[3]
Les parois calcaires des gorges de l'Hérault abritent des sites d'hibernation et de mise bas de nombreuses espèces de chiroptères. Beaucoup d’animaux sont inféodés à des habitats naturels particuliers. C’est, entre autres, le cas de l’Aigle de Bonelli ou du Circaëte Jean le Blanc, deux rapaces menacés par la fermeture des milieux.
Les bords de la rivière de l'Hérault constituent des zones d'accueil et de refuge pour de nombreuses espèces animales et végétales qui recherchent la fraîcheur et l'humidité, ainsi que des zones de repos pour les oiseaux migrateurs. La zone constituée d'une dense ripisylve est particulièrement propice à cela et on y observe le Martin-pêcheur ainsi que le Castor qui a été réintroduit. Avec ses frênes, peupliers et saules, la ripisylve offre un habitat remarquable à bien des oiseaux protégés, non seulement au Martin-pêcheur, mais également au Chevalier guignette, au Guêpier d’Europe, ou encore au Loriot. Les zones humides peuvent accueillir des espèces protégées d’amphibiens telles que l’Alyte accoucheur, le Crapaud commun, le Triton palmé, la Rainette méridionale, la Grenouille rieuse. Les espèces les plus  emblématiques sont le Pélobate, le Crapaud calamite et la Grenouille de Pérez.

#### Zone de nidification de l'Aigle de Bonnelli
Les escarpements rocheux verticaux du Ravin des Arcs (ZNIEFF 1) forment un véritable canyon entrecoupé d'arches naturelles creusées par la rivière. La géomorphologie de ce site est remarquable d'un point de vue paysager et écologique et son micro-climat frais et humide permet le développement d'espèces peu représentées sous un climat méditerranéen, tel que l’Aigle de Bonelli dont un arrêté préfectoral de protection de biotope (APPB) protège un site de nidification sur le secteur du Ravin des Arcs (un 2nd APPB existe sur le site sur Puéchabon).

### Végétation[3]
Du fait de ses nombreux faciès végétaux (forêts, garrigues, pelouses, bords de rivière), le Grand Site de France Gorges de l'Hérault présente une importante diversité botanique, avec plus de 800 espèces végétales. Les gorges de l'Hérault abritent cinq plantes considérées comme très rares dans le département (Selaginella denticulata, Thlaspi alpestre, Campanula speciosa, Molopospermum peloponnesiacum, Cyclamen balearicum). En bord de rivière, sa ripisylve se compose de frênes, saules et peupliers. Sur les causses, les garrigues caussenardes représentent un paysage complexe, en pleine mutation, où se livre une compétition entre élevage, viticulture et développement de la garrigue. La forêt se présente quant à elle sous plusieurs aspects : les feuillus comme les chênes, vert ou pubescent, côtoient les résineux (Pin d’Alep et surtout le rare Pin de Salzmann). Les gorges de l’Hérault abritent par ailleurs, 11 forêts publiques, 3 domaniales, 8 communales pour un total de 4 877 ha. La vigne, l’olive et la polyculture ont, semble-t-il, toujours été présents sur le territoire. Aujourd’hui, on continue d’observer des terrasses datant de l’époque médiévale, voire du néolithique selon les secteurs.

## Lieux et monuments

### Trois sites classés

#### Gorges de l'Hérault

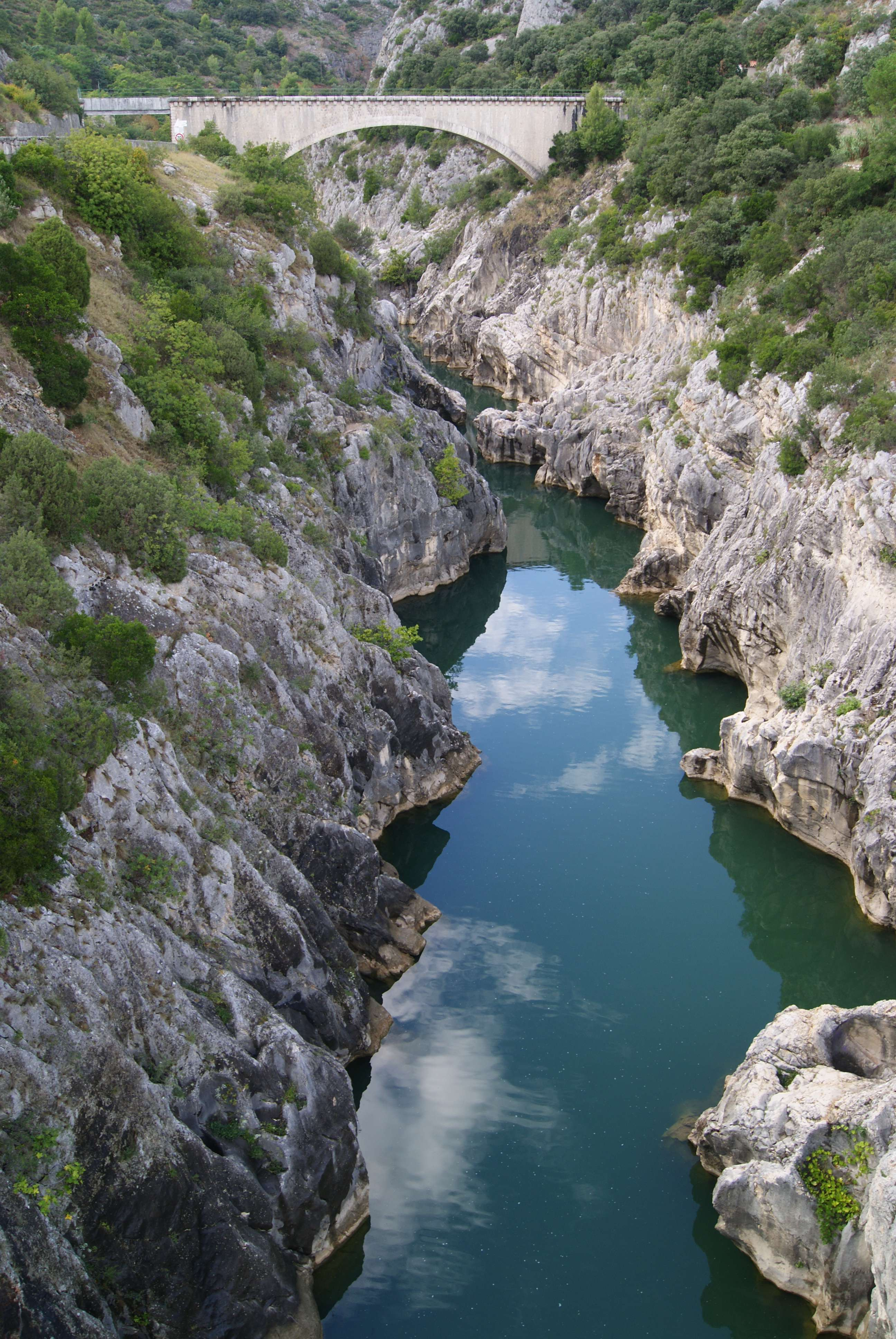
Pont-canal de Saint-Jean-de-Fos.

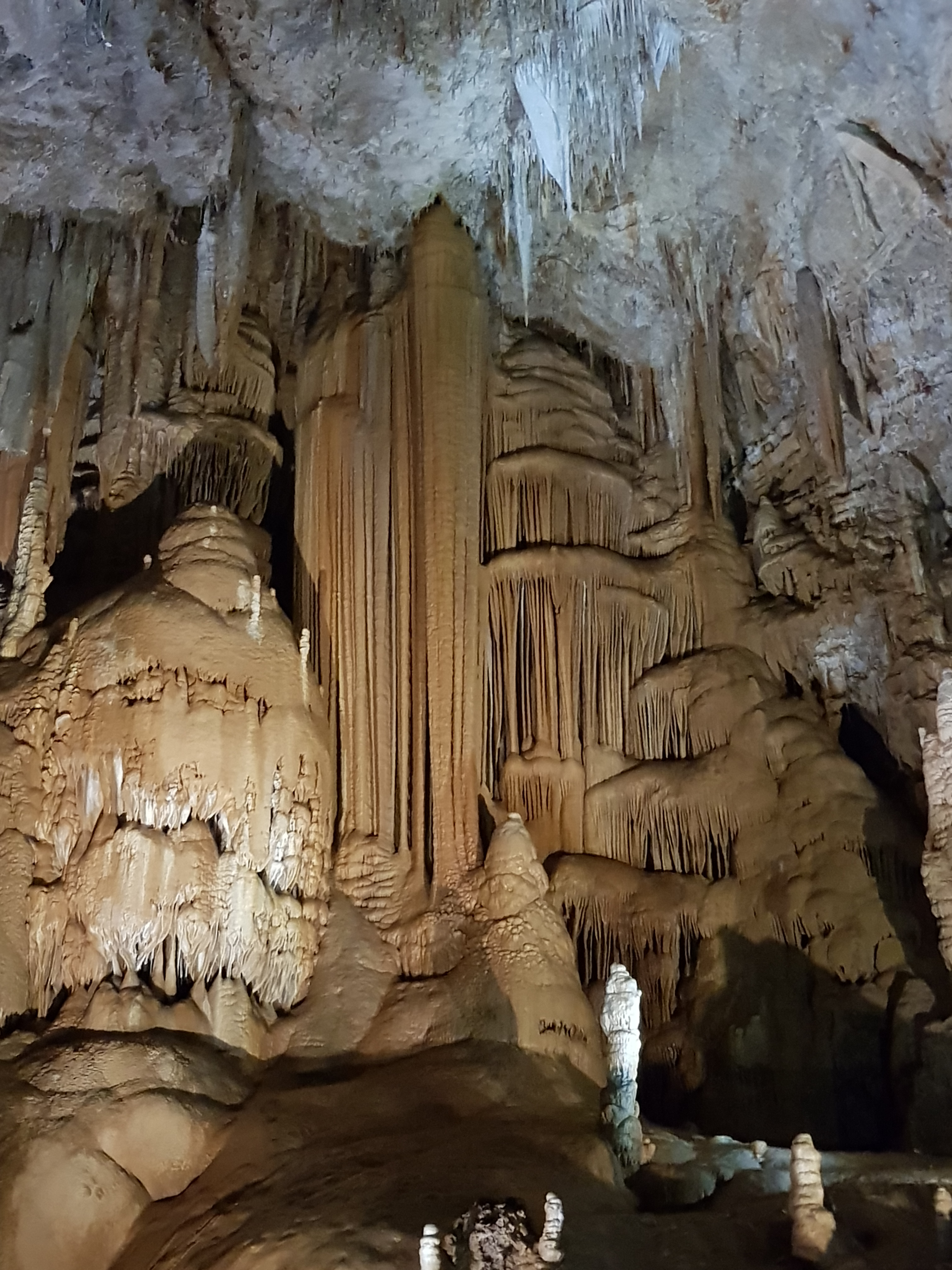
Grotte de Clamouse

Le site classé des Gorges du l’Hérault,, s’étend sur les communes d’Aniane, Argelliers, Brissac, Causse-de-la-Selle, Notre-Dame-de-Londres, Puéchabon, Saint-Guilhem-le-Désert, Saint-Jean-de-Fos et Saint-Martin-de-Londres. Ces communes ont toutes fait l’objet d’un travail de sensibilisation à la démarche Grand Site et sont favorables à leur intégration au sein du périmètre de gestion Grand Site de France dès 2017. Le site des Gorges de l’Hérault a été classé pour son intérêt pittoresque et scientifique. « Il constitue un ensemble paysager unitaire et bien préservé, s’articulant autour du fleuve Hérault ». L’ensemble paysager s’étire sur environ 25 kilomètres du Nord au Sud, le long du fleuve Hérault, de Brissac jusqu’au Pont du Diable à Aniane. Une certaine identité propre caractérise les gorges de l’Hérault, liée au parcours du fleuve et à son origine karstique.
Au sein de cet ensemble unitaire se distinguent différentes unités paysagères:
- Les escarpements abrupts des gorges de Saint-Jean-de-Fos (extrême sud du site classé) jusqu’à Issensac, où l’implantation humaine est quasiment inexistante. Une route en lacets permet d’admirer les gorges de l’Hérault, reliant Causse-de-la-Selle au Frouzet, traversant l’Hérault à la hauteur du moulin de Bertrand.
- Au nord de la confluence avec le Lamalou, vers Brissac, les gorges sont un peu plus évasées et quelques terrasses alluviales se sont formées, permettant les cultures (de même qu’en amont de St-Guilhem jusqu’à la combe de Cor). Dans cette vallée débouche aussi la rivière de la Buèges.
- Le site classé s’étend aussi plus à l’Est sur la vallée du Lamalou, affluent de l’Hérault, qui creuse un spectaculaire ravin et constitue un des éléments fort du paysage du site classé. Le « Ravin des Arcs » est un véritable canyon, rythmé par des gours et des marmites de géant, et d’impressionnantes arches rocheuses.
- Enfin les plateaux qui s’étendent depuis le rebord des gorges présentent eux aussi des formations singulières : dolines argileuses et lapiaz calcaires parsèment les bois de chêne vert et chêne blanc.

#### Saint-Guilhem-le-Désertet le cirque de l'Infernet
Sur la commune de Saint-Guilhem-le-Désert, le site des abords du village de Saint-Guilhem-le-Désert et le cirque de l’Infernet (Décret du 25 septembre 1992), ont été classés pour préserver leur caractère historique et pittoresque. Il constitue un milieu naturel aux abords d’un village de caractère et d’un fleuron de l’art roman languedocien, l’abbaye de Gellone.

#### Grotte de Clamouse[3],[7]
Le site classé de la Grotte de Clamouse, est situé dans les Gorges de l’Hérault sur la commune de Saint-Jean-de-Fos, à 500 mètres en amont du pont du Diable et à 3 km en aval du village de Saint-Guilhem-le-Désert. Elle est située à l’intérieur du périmètre du site classé des Gorges de l’Hérault. C’est un ensemble qui présente un intérêt scientifique, pittoresque et esthétique. Son classement concerne les cavités souterraines existantes et susceptibles d’être découvertes, ainsi que le sol à l’extérieur. C’est une grotte vivante toujours en cours d’évolution.

### Monuments inscrits au patrimoine mondial de l'UNESCO

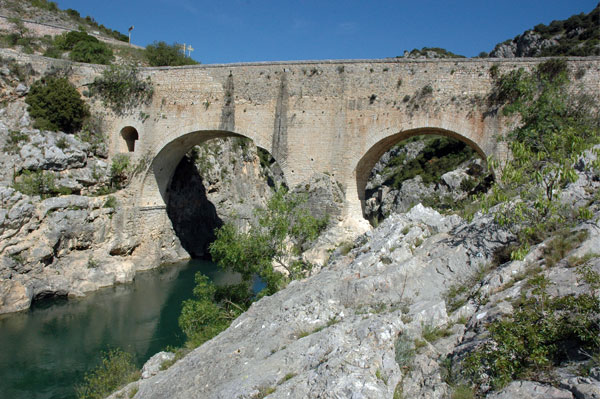
Pont du Diable.

### Monuments inscrits au patrimoine mondial de l'UNESCO[3]

#### Pont du Diable
Classé monument historique depuis 1996 et inscrit sur la liste du patrimoine mondial de l’UNESCO au titre des « Chemins de Compostelle » depuis 1998, le pont du Diable constitue la porte du site des gorges de l'Hérault et relie les communes d’Aniane et de Saint-Jean-de-Fos. Construit au XIe siècle, élargi et surélevé au XIXe siècle, l’architecture du pont possède encore une grande authenticité de l’époque romane.

#### Abbaye de Gellone
Au même titre que le pont du Diable, l’abbaye de Gellone ou abbaye de Saint-Guilhem-le-Désert, située à Saint-Guilhem-le-Désert, constitue l’une des composantes du bien Chemins de Compostelle en France.

### Bâtiments classés Monuments historiques

#### Aniane[8]
- Abbatiale Saint-Sauveur d'Aniane : Ancienne abbaye fondée en 782 par Witiza, entré dans les ordres en 774 sous le nom de Benoît. Centre de la réforme de l'ordre bénédictin avec la reprise en main des lieux par les religieux de la congrégation de Saint-Maur au XVIIe siècle. À la Révolution, les bâtiments sont vendus comme bien national. L'abbatiale devient église paroissiale. L'édifice se compose d'un vaisseau central flanqué de chapelles latérales. La croisée du transept est surmontée d'une coupole. Le chevet est polygonal.
- Abbaye d'Aniane : Fondation et centre de diffusion par Saint-Benoît d'Aniane, réformateur de l'ordre bénédictin, conseiller des empereurs carolingiens, moteur de la renaissance intellectuelle et spirituelle de la fin du VIIIe et du début du IXe siècle. Ensemble monastique mauriste des XVIIe et XVIIIe siècles unique en Occitanie. Lieu de mémoire de l'histoire pénitentiaire des XIXe et XXe siècles.
- Chapelle des Pénitents d'Aniane : La chapelle est implantée sur l'ancienne enceinte du village. Elle comporte des éléments de style pré-roman et roman, ainsi qu'un haut clocher-beffroi médiéval. Elle fut reconstruite dans un style gothique tardif. La façade est, quant à elle, de facture classique Louis XVI.
- Hôtel de ville d'Aniane

- Pont du Diable : Édifice du premier art roman languedocien. Pont construit au début du XIe siècle (1025-1031) par les monastères d'Aniane et de Gellone. Pont agrandi plus tard : un pont de même profil lui a été accolé en amont pour augmenter sa largeur. Utilisé jusqu'en 1932, il est actuellement désaffecté et sert uniquement aux piétons.

#### Argelliers[8]
- Chapelle d'Argelliers
- Église Saint-Étienne d'Argelliers

#### Brissac[8]
- Chapelle Saint-Étienne d'Issensac : La Chapelle Saint-Étienne d’Issensac, construite au XIIe siècle, est d’une architecture typique de l’art roman languedocien de cette époque. Ancienne église paroissiale d’une bourgade médiévale qui l’entourait, et dont on peut voir les ruines, son architecture est sobre. Incendiés par les Protestants, le bourg et l’église furent abandonnés par leurs habitants. Proche du pont roman du XIVe siècle qui traverse l’Hérault, en contrebas, la Chapelle d’Issensac appartient à un site architectural et naturel remarquable. L’espace autour de l’église témoigne de la richesse du site : l’ancien presbytère, le jardin, le cimetière, la salle dite capitulaire et enfin son église romane, écrin de l’œuvre de Tjeerd Alkema. Elle desservait une dizaine de mas alentour. Dominant l’Hérault, dans un décor sauvage, elle forme un bel ensemble, avec l’enclos du cimetière, les vestiges du prieuré et une construction qui aurait servi de lieu d’accueil pour les pèlerins. Elle a été classée Monument Historique en 1945.

- Pont de Saint-Étienne d'Issensac : En contrebas de la Chapelle de Saint-Étienne d'Issensac, le Pont de Saint-Étienne d’Issensac, est un pont de pierre de la fin du XIVe siècle. Il permettait le passage vers Saint-Guilhem. Il a été construit en dos d’âne et a conservé trois des cinq arches d’origine. Les becs qui protègent les piles du pont servent de refuge aux piétons. Il est classé Monument Historique depuis 1948.

- Église Saint-Nazaire-et-Saint-Celse : Située à Brissac, l'église paroissiale Saint-Nazaire-et-Saint-Celse, est une église romane qui faisait office de siège d'un prieuré dépendant de l'abbaye d'Aniane. Elle est mentionnée pour la première fois en 1123. L’édifice de type romano-lombard, date de la deuxième moitié du XIe siècle et est remarquable par sa décoration très élaborée. À l’entrée, les colonnes de marbre, avec leurs chapiteaux archaïques, proviennent, sans doute, de l’ancienne chapelle bénédictine. Restaurée en 1950, elle est classée Monument Historique depuis 1907.

#### Puéchabon[9]
- Église Saint-Sylvestre de Montcalmes

#### Saint-André de Buèges[9]
- Église Saint-André de Saint-André-de-Buèges

#### Saint-Jean-de-Fos[9]
- Église Saint-Jean-Baptiste